# Apicia atilla
Apicia atilla là một loài bướm đêm trong họ Geometridae.